# Foie cardiaque
Le foie cardiaque est le retentissement d'une insuffisance cardiaque sur le foie. Dans les formes graves, on parle alors de « foie de choc ».

## Mécanisme
Lors d'une insuffisance cardiaque droite, qu'elle soit primitive ou secondaire à une insuffisance cardiaque gauche, il existe une augmentation des pressions en amont du cœur droit, c'est-à-dire au niveau des veines caves et en particulier de la veine cave inférieure, se répercutant encore plus en amont au niveau des veines sus-hépatiques avec congestion du foie. Cette dernière peut conduire à une destruction cellulaire (cytolyse), pouvant conduire à une insuffisance hépatocellulaire ou à une compression des voies biliaires intrahépatiques responsable d'une cholestase.
La congestion hépatique est favorisée par l'importance d'une fuite de la valve tricuspide.
Au niveau microscopique, l'atteinte se traduit par un aspect de congestion (dilatation des veines et extravasation liquidienne) et de nécrose centrolobulaire, cette dernière étant en rapport avec le bas débit et la baisse de la pression de perfusion.

## Clinique
Le foie cardiaque peut être totalement asymptomatique. Il peut se manifester par une augmentation du volume du foie (hépatomégalie) qui peut être douloureuse.
La compression manuelle du foie chez un patient en position assise peut mettre en évidence une turgescence jugulaire (veine jugulaire externe beaucoup plus visible) secondaire à un reflux hépato-jugulaire.
Dans les formes graves, peut exister un ictère (« jaunisse »).

## Biologie
Des tableaux différents peuvent être obtenus :
- cytolyse, avec une augmentation du taux sanguin des transaminases, plutôt en rapport avec un bas débit[3] ;
- cholestase, avec une augmentation du taux sanguin de la bilirubine, des phosphatase alcalines ;
- insuffisance hépatocellulaire, avec un taux de prothrombine spontanément bas.

La BNP est élevée, signant l'origine cardiaque de l'atteinte hépatique.
Les différentes sérologies virales permettent d'éliminer une hépatite virale.
Une anomalie du bilan hépatique est retrouvée dans près de la moitié des cas des patients en insuffisance cardiaque aiguë, nécessitant la mise sous inotrope.

## Imagerie
Il n'existe pas de signe spécifique mais la présence d'une dilatation de la veine cave inférieure et des veines sus-hépatiques, qu'elle soit visualisée par échographie abdominale, scanner ou imagerie par résonance magnétique, est très évocatrice d'une origine cardiaque de la maladie hépatique.
Une échocardiographie permet d'évaluer la fonction systolique et de rechercher une cause à l'insuffisance cardiaque.

## Traitement
C'est celui de l'insuffisance cardiaque, avec diurétiques et vasodilatateurs.

## Évolution
L'atteinte hépatique est un facteur de gravité de l'insuffisance cardiaque avec un risque augmenté de mortalité, à court, moyen et long terme, l'élévation du taux de la bilirubine étant un marqueur de mauvais pronostic.